# Cicer oxyodon
Cicer oxyodon är en ärtväxtart som beskrevs av Pierre Edmond Boissier och Rudolph Friedrich Hohenacker. Cicer oxyodon ingår i släktet kikärter, och familjen ärtväxter. IUCN kategoriserar arten globalt som livskraftig. Inga underarter finns listade i Catalogue of Life.